# Amadou Keita
Amadou Keita (Conakry, 28 ottobre 2001) è un calciatore guineano, centrocampista dell'Eupen.

## Carriera

### Club
Keita è cresciuto nel settore giovanile dell'Eupen che lo ha acquistato nel 2022 dal RFC Liegi. ha debuttato in prima squadra il 16 gennaio 2022 nell'incontro di Pro League perso 2-0 contro il Cercle Bruges ed ha segnato il suo primo gol il 20 agosto 2023 contribuendo al successo per 3-1 sul Kortrijk.

### Nazionale
Nel 2023 ha ricevuto la prima convocazione da parte della nazionale guineana.

## Statistiche

### Presenze e reti nei club
Statistiche aggiornate al 16 marzo 2024.
| Stagione        | Squadra         | Campionato      | Campionato | Campionato | Coppe nazionali | Coppe nazionali | Coppe nazionali | Coppe continentali | Coppe continentali | Coppe continentali | Altre coppe | Altre coppe | Altre coppe | Totale | Totale | Totale |
| Stagione        | Squadra         | Comp            | Pres       | Reti       | Comp            | Pres            | Reti            | Comp               | Pres               | Reti               | Comp        | Pres        | Reti        | Pres   | Reti   |        |
| --------------- | --------------- | --------------- | ---------- | ---------- | --------------- | --------------- | --------------- | ------------------ | ------------------ | ------------------ | ----------- | ----------- | ----------- | ------ | ------ | ------ |
| 2021-2022       | Eupen           | D1              | 1          | 0          | CB              | 0               | 0               |                    | -                  | -                  |             | -           | -           | 1      | 0      |        |
| 2022-2023       | Eupen           | D1              | 1          | 0          | CB              | 0               | 0               |                    | -                  | -                  |             | -           | -           | 1      | 0      |        |
| 2023-2024       | Eupen           | D1              | 23         | 1          | CB              | 1               | 0               |                    | -                  | -                  |             | -           | -           | 24     | 1      |        |
| Totale carriera | Totale carriera | Totale carriera | 25         | 1          |                 | 1               | 0               |                    | -                  | -                  |             | -           | -           | 26     | 1      |        |